# Фонтан (Лот)
Фонтан (фр. Fontanes) насеље је и општина у јужној Француској у региону Миди Пирене, у департману Лот која припада префектури Каор.
По подацима из 2011. године у општини је живело 456 становника, а густина насељености је износила 27,74 становника/km². Општина се простире на површини од 16,44 km². Налази се на средњој надморској висини од 219 метара (максималној 296 m, а минималној 199 m).

## Демографија
| 1962. | 1968. | 1975. | 1982. | 1990. | 1999. | 2011. |
| ----- | ----- | ----- | ----- | ----- | ----- | ----- |
| 362   | 373   | 378   | 379   | 353   | 371   | 456   |

График промене броја становника у току последњих година